# Danmarks Industrimuseum
Danmarks Industrimuseum er et teknisk museum, der ligger på de tidligere elektricitetsværks- og gasværksgrunde i Horsens. 
Museet blev påbegyndt i 1975, åbnet i 1977 og statsanerkendt i 1984. Museets arbejdsområde er arbejder-, håndværker- og industrikulturen efter 1850. 
Museet indeholder også Danmarks Nimbus Tourings Motorcykle-Museum, som udstiller motorcykler fra den danske producent Nimbus.

## Tidligere industrimuseer
I 1800-tallet blev Dansk Industrimuseum oprettet i København, men dets samlinger blev overtaget af Danmarks Tekniske Museum i 1911.